# Anastasios Kakos
Anastasios Kakos (in alternativen Schreibweisen auch Anastassios Kakkos; griechisch Αναστάσιος Κάκος; * 15. August 1970) ist ein griechischer Fußballschiedsrichter.
Kakos ist seit 1997 Schiedsrichter. Sein Erstligadebüt in der Super League bestritt er am 16. Oktober 2005 bei einem 0:1 zwischen Ionikos Nikea und AEK Athen. 2008 wurde er zum FIFA-Schiedsrichter berufen und ist heute in die UEFA-Schiedsrichter-Kategorie „First Group“ eingeteilt. Seinen ersten internationalen Einsatz leistete Kakos bei einem 1:2 in der UEFA-Cup-Qualifikation am 31. Juli 2008 zwischen dem FC Sestaponi und Győri ETO FC. Am 9. September 2009 war er Schiedsrichter des Qualifikationsspiels der Gruppe D für die WM 2010 zwischen der deutschen Fußballnationalmannschaft und Aserbaidschan (4:0), am 22. März 2013 leitete er das Qualifikationsspiel Deutschland gegen Kasachstan der WM 2014 in der Gruppe C, das 0:3 endete.
Anastasios Kakos ist im zivilen Leben selbständig.

## Statistik
| Saison    | Super League | Kypello Elladas | Europa League | Champions League | Länderspiele |
| --------- | ------------ | --------------- | ------------- | ---------------- | ------------ |
| 2005/2006 | 11           | 0               | –             | –                | –            |
| 2006/2007 | 9            | 0               | –             | –                | –            |
| 2007/2008 | 15           | 0               | –             | –                | –            |
| 2008/2009 | 13           | 4               | 0 / 1         | 0 / 0            | 2            |
| 2009/2010 | 7            | 2               | 0 / 2         | 0 / 0            | 1            |
| 2010/2011 | 13           | 3               | 4 / 1         | 0 / 2            | 2            |
| 2011/2012 | 13           | 3               | 3 / 1         | 0 / 1            | 0            |
| 2012/2013 | 9            | 0               | 3 / 2         | 0 / 0            | 1            |
| Gesamt    | 90           | 12              | 10 / 7        | 0 / 3            | 6            |

Anmerkungen: Stand der Liste: 26. März 2013. Die Einteilung „x / y“ beschreibt links des Schrägstriches die Anzahl der Einsätze im Wettbewerb und rechts die Spiele in der jeweilig dazugehörenden Qualifikation. Die Spalte „Länderspiele“ zählt sämtliche dieser im A-Bereich auf, sowohl Freundschaftsspiele als auch zum WM-/EM-(Qualifikations-)Spiele.
| Wettbewerb       | Datum         | Begegnung                   | Ergebnis  |
| ---------------- | ------------- | --------------------------- | --------- |
| WM-Qualifikation | 9. Sep. 2009  | Deutschland – Aserbaidschan | 4:0 (1:0) |
| Europa League    | 21. Okt. 2010 | VfB Stuttgart – FC Getafe   | 1:0 (1:0) |
| WM-Qualifikation | 22. März 2013 | Kasachstan – Deutschland    | 0:3 (0:2) |